# Problema inverso de Galois
O Problema inverso de Galois pode ser sintetizado da seguinte forma: "dado um grupo finito G, encontrar uma extensão finita de Galois do corpo dos racionais cujo grupo de Galois seja isomorfo a G". A questão de se uma tal extensão existe para algum grupo finito dado é atribuída a Emmy Noether e David Hilbert.